# 廿日市警察署
廿日市警察署（はつかいちけいさつしょ）は、広島県警察が管轄する警察署の一つである。

## 所在地
- 広島県廿日市市本町1番10号

## 管轄区域
- 廿日市市

## 沿革
- 1874年4月 佐伯郡廿日市町に邏卒出張所が設置される。
- 1897年6月19日 広島護送死刑囚脱獄事件が発生し、その現場となる。
- 1954年7月 広島県廿日市警察署に改称。
- 1987年9月1日 広島西警察署の設置に伴い、広島市佐伯区を広島西警察署へ移管。
- 2005年4月25日 佐伯郡湯来町が広島市佐伯区に編入合併されたため、同区域を広島西警察署へ移管。

## 警察署直轄区域
- 廿日市市のうち駅前、大東、可愛、佐方、佐方一丁目 - 四丁目、佐方本町、桜尾一丁目 - 三丁目、桜尾本町、山陽園、下平良一丁目 - 二丁目、城内一丁目、新宮一丁目 - 二丁目、須賀、住吉一丁目 - 二丁目、天神、廿日市一丁目 - 二丁目、平良山手、本町、木材港北、木材港南

## 交番
（）の中は所在地。
- 宮内交番（廿日市市宮内）
  - 廿日市市のうち四季が丘一丁目 - 十一丁目、四季が丘上、峰高一丁目 - 二丁目、宮内、宮内一丁目・四丁目、宮内工業団地、宮園一丁目 - 九丁目、宮園上一丁目 - 五丁目、六本松一丁目 - 二丁目
- 地御前交番（廿日市市地御前五丁目）
  - 廿日市市のうち串戸一丁目 - 六丁目、地御前、地御前一丁目 - 五丁目、地御前北一丁目 - 三丁目
- 阿品台交番（廿日市市阿品台四丁目）
  - 廿日市市のうち阿品一丁目 - 四丁目、阿品台一丁目 - 五丁目、阿品台北、阿品台山の手、阿品台西、阿品台東
- 大野交番（廿日市市梅原一丁目）
  - 廿日市市のうち梅原一丁目 - 二丁目、大野（赤崎、尾中山、柿之浦、観音、熊ヶ浦、小高江、四郎峠、対厳山、堤、平岩、深江、福面、丸子を除く）、大野一丁目 - 二丁目、大野嵐谷、大野筏津、大野池田、大野猪ノウツ、大野小田ノ口、大野垣ノ浦、大野賀撫津、大野鴉ヶ岡、大野経小屋、大野毛保、大野郷、大野小山、大野四十八坂、大野下灘、大野十郎原、大野陣場、大野鯛ノ原、大野高畑、大野高見、大野滝ノ下、大野棚田、大野田屋、大野土井、大野中津岡、大野鳴川、大野奴メリ谷、大野橋本、大野原一丁目 - 四丁目、大野古川、大野別府、大野水口、大野水ノ越、大野横撫、大野渡ノ瀬、沖塩屋一丁目 - 四丁目、上の浜一丁目 - 二丁目、塩屋一丁目 - 二丁目、下の浜、八坂一丁目 - 二丁目、林が原一丁目 - 二丁目、前空一丁目 - 六丁目、丸石一丁目 - 五丁目、宮浜温泉一丁目 - 三丁目、物見西一丁目 - 三丁目、物見東一丁目 - 二丁目
- 宮島口交番（廿日市市宮島口一丁目）
  - 廿日市市のうち大野（赤崎、尾中山、柿之浦、観音、熊ヶ浦、小高江、四郎峠、対厳山、堤、平岩、深江、福面、丸子）、大野上更地、大野下更地、大野早時、大野戸石川、大野中山、対厳山一丁目 - 三丁目、深江一丁目 - 三丁目、福面一丁目 - 三丁目、宮島口一丁目 - 四丁目、宮島口上一丁目 - 二丁目、宮島口西一丁目 - 三丁目、宮島口東一丁目 - 三丁目、

## 駐在所
（）の中は所在地。
- 平良駐在所（廿日市市上平良）
  - 廿日市市のうち上平良、下平良、原、平良一丁目 - 二丁目、陽光台一丁目 - 五丁目
- 友和駐在所（廿日市市友田）
  - 廿日市市のうち河津原、玖島、峠、友田、永原
- 津田駐在所（廿日市市津田）
  - 廿日市市のうち浅原、飯山、栗栖、津田、中道、虫所山
- 吉和駐在所（廿日市市吉和）
  - 廿日市市のうち吉和

## 主な事件
- 広島護送死刑囚脱獄事件 - 1897年6月19日に発生した日本で唯一の死刑囚が時効まで逃げ切った脱獄事件。本署の留置施設から脱獄した。
- 広島タクシー運転手連続殺人事件 - 1996年（平成8年）9月16日に本署管内で4件目の殺人事件が発生、本署に捜査本部が設置された。
- 廿日市女子高生殺害事件 - 2004年（平成16年）10月5日に発生。長らく未解決事件となっていたが2018年（平成30年）に解決